# در جستجوی تبهکاران
در جستجوی تبهکاران فیلمی به کارگردانی احمد صفایی و نویسندگی منصور مرزی محصول سال ۱۳۴۶ است.

## خلاصه داستان
یکی از خواهران دوقلو به وسیلهٔ باند تبهکاران به قتل می‌رسد. خواهر دیگر درصدد افشای عملیات گروه تبهکاران برمی‌آید. دختر که با افسر پلیسی آشناست موضوع را با او درمیان گذارده و با پیگیری پس از ماجراهای متعدد سرانجام باند را از بین می‌برند.

## بازیگران
- فائقه آتشین
- علی آزاد
- اکبر هاشمی
- نرسی کرکیا
- بهمن
- شهاب
- فریدون خسروی